# Pavlo Skoropadsky
 (février 2023).
Si vous disposez d'ouvrages ou d'articles de référence ou si vous connaissez des sites web de qualité traitant du thème abordé ici, merci de compléter l'article en donnant les références utiles à sa vérifiabilité et en les liant à la section « Notes et références ».
Pavlo Skoropadsky (en ukrainien : Павло Петрович Скоропадський, en russe : Павел Петрович Скоропадский), né le 3 mai 1873 à Wiesbaden en Allemagne et mort le 26 avril 1945 à la clinique du monastère de Metten en Bavière, est un homme politique ukrainien. Il se rallia tardivement au mouvement national ukrainien et représenta son aile droite.

## Biographie
Pavlo Skoropadsky est un aristocrate et un général décoré de l'armée impériale russe, qui devient un chef conservateur dans la lutte de l'Ukraine pour l'indépendance durant la révolution russe de 1917.

### Formation
Formé au Corps des Pages il en sort en 1893 et sert dans le prestigieux régiment des chevaliers-gardes, en 1897 il se marie avec la fille du gouverneur général de Moscou Alexandra Dournovo.

### Guerre russo-japonaise
Il est affecté au régiment de Tchita des Cosaques de Transbaïkalie puis servit à l'état-major du général Nicolas Petrovitch Linevitch. Ensuite il est à la tête du 20e régiment de dragons finlandais en 1910. Il est alors aide de camp du Tsar et affecté au régiment des chevaliers-gardes puis général en décembre 1912.

### Grande Guerre
Il entre dans la guerre à la tête de la 1re brigade des Chevaliers gardes intégrée à la 1ere division de cavalerie de la garde. Il combat donc avec la 1re armée de l'Empire de Russe de Rennenkampf. Du 22 janvier au 2 juillet 1917 il commandait la 34e corps d'armée qui devint, en juillet 1917 le 1er Corps Ukrainien.

### Révolution

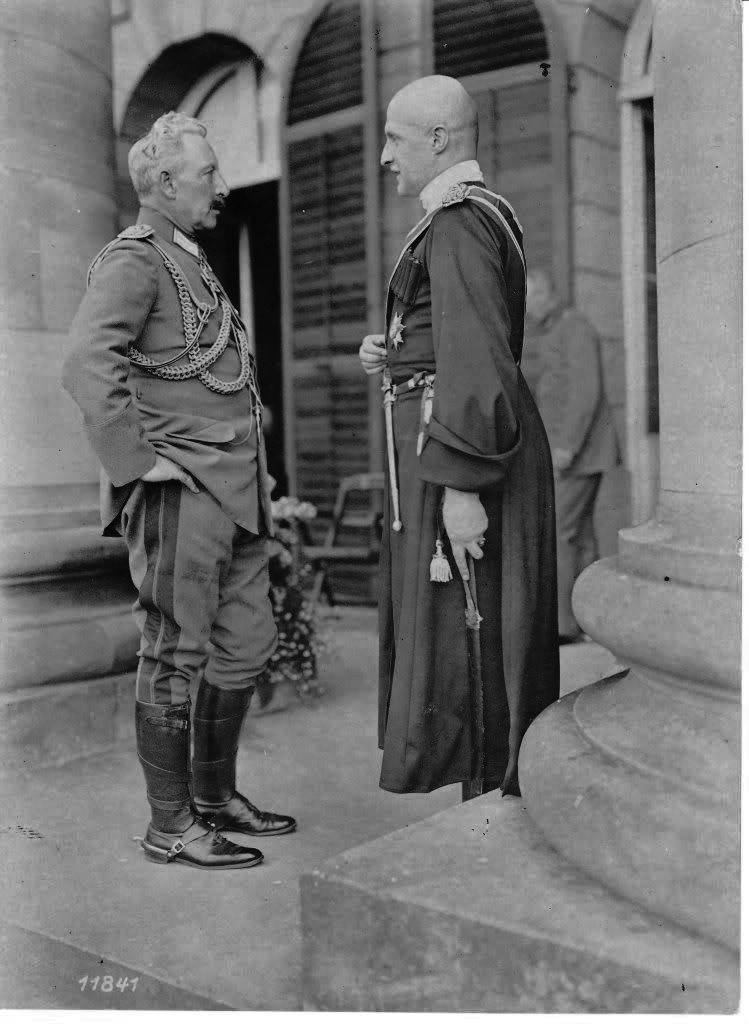
En 1918 avec Guillaume II à Berlin.

En octobre 1917 il participait au Corps libre cosaque, une armée de soixante mille hommes qui combattait en Podolie sur le front roumain et contre la 2e corps d'armée de Ievguenia Bosch. Il y fut élu ataman.
Le 29 avril 1918, lors d'un coup d'État contre la Rada Centrale, Skoropadsky est proclamé hetman (chef) du gouvernement d'un « État ukrainien » (Ukraïnska Derjava). Son gouvernement, et sa période au pouvoir, sont également connus comme « l'Hetmanat ».
Du point de vue du droit, la République populaire ukrainienne a été abolie par un Congrès des fermiers de tous les Ukrainiens. Dans la réalité, le coup d'État a été sanctionné par l'armée allemande, qui occupe Kiev et d'autres parties de l'Ukraine au printemps 1918. Cette occupation a lieu avec l'accord du gouvernement républicain ukrainien, afin de repousser l'invasion des forces russes bolcheviques. En retour, le gouvernement républicain s'engage à fournir aux forces allemandes des stocks de nourriture réquisitionnés. Rapidement, le commandement de l'armée allemande est mécontent de l'inefficacité et de l'incompétence du gouvernement républicain, qui peine régulièrement à fournir le ravitaillement à temps, peut-être parce que cet accord est resté largement impopulaire.

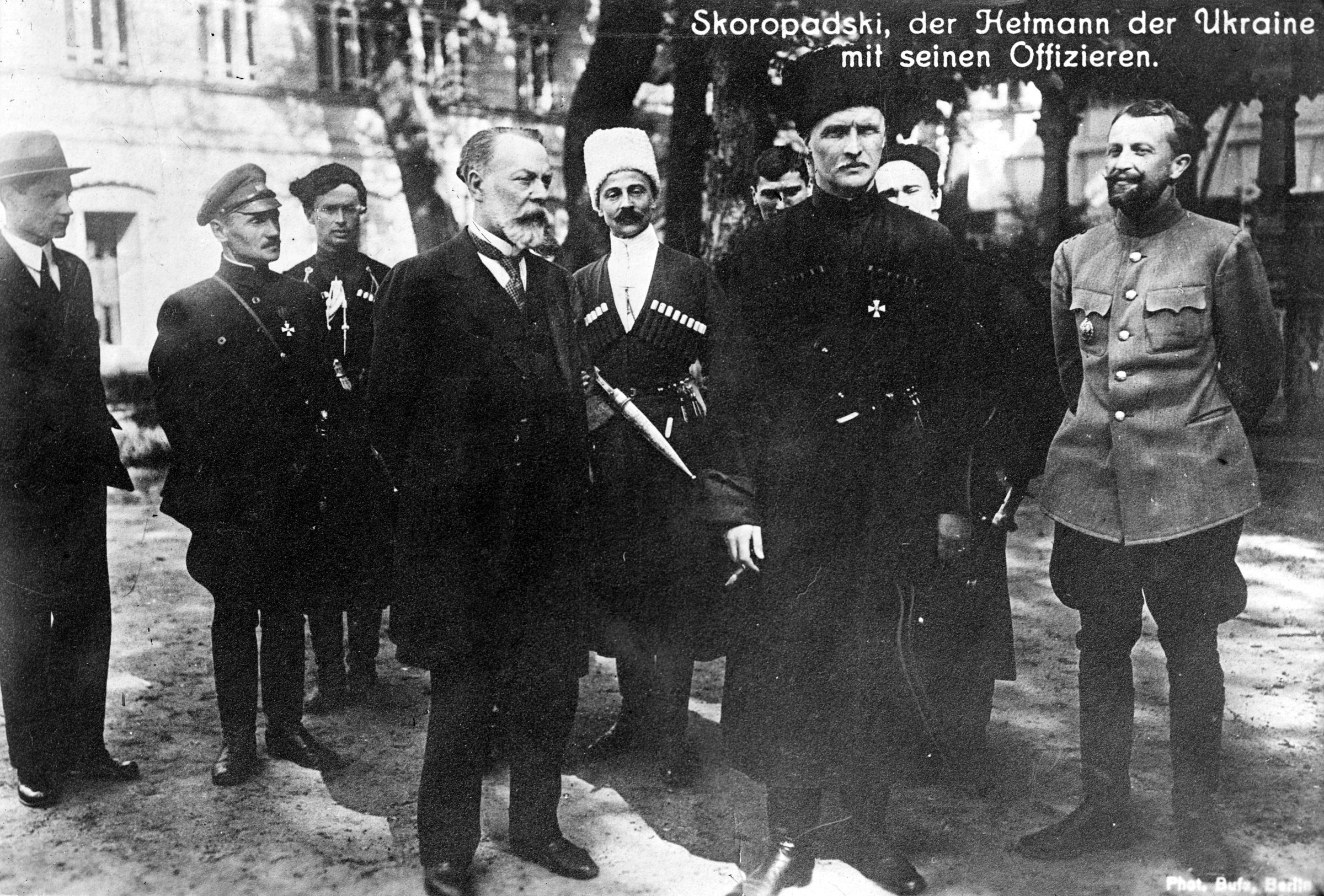
Pavlo Skoropadsky au centre droit de la photo et Constantin Prissovsky deuxième depuis la gauche.

Les autres politiciens ukrainiens accusent Skoropadsky d'être la marionnette des Allemands, soutenue par une grande partie des propriétaires fonciers locaux. Il est également jugé trop pro-russe et dictatorial : il forme un nouveau cabinet comprenant surtout des monarchistes russes, favorables à une fédération avec une future Russie non-bolchevique.
En dépit de ces critiques, par contraste avec le Rada socialiste précédente, son gouvernement a réussi à créer une organisation administrative effective, établi des relations diplomatiques avec de nombreux pays, conclu un traité de paix avec la Russie soviétique et bâti plusieurs écoles et universités.
En novembre 1918, Skoropadsky est chassé du pouvoir lors d'un soulèvement mené par Simon Petlioura. Ce soulèvement restaure nominalement la République populaire ukrainienne, mais le pouvoir est tenu par un Directoire, un corps non-élu de cinq directeurs présidé par Volodymyr Vynnytchenko.
Bien qu'évincé du pouvoir, Skoropadsky n'a jamais renoncé à son titre d’hetman. Installé en Allemagne, il maintient des liens étroits avec le gouvernement allemand et les officiels de l'armée, auxquels le lient des liens personnels d'amitié remontant aux années de formation à l'école militaire. Skoropadsky s'enfuit devant l'avancée des forces soviétiques avec l'armée allemande en retraite. Il meurt en exil en Allemagne après avoir été blessé par une bombe alliée.
Son mouvement continue jusqu'au début des années 1980. Celui-ci présente depuis les années vingt un programme ukrainien monarchiste héréditaire basé sur le modèle britannique tout en se référant à l'Hetmanat cosaque. Il disparaît avec le vieillissement des communautés émigrées de l'est de l'Ukraine.
La fille de Skoropadsky, Olena Ott-Skoropadska, est regardée comme l'héritière de ses titres et honneurs. Résidant en Suisse, elle a visité l'Ukraine à plusieurs reprises et a été récompensée pour ses écrits historiques.